# 박혜정 (축구 선수)
박혜정(2000년 3월 30일 ~ )은 대한민국의 여자 축구 선수이다.

## 어린 시절
초등학교 5학년 때 신하초등학교 소속으로 전국대회 5관왕을 이끌었으며, 6학년이 되어서도 최우수선수상 및 득점왕 등의 각종 개인상을 수상하였고, 특히 2012 여왕기에서 또한 좋은 활약을 보여  ‘여자 박지성이 나타났다’라는 제목으로 신문에 보도되었는데 박지성 측 관계자가 이 신문을 보게 된 것을 계기로 '박지성 장학금'의 첫 번째 주인공이 되었다.

## 국가대표팀 경력
U-14 대표팀 시절 작은 체구를 지녔지만 빠른 스피드와 득점력에 장점을 지녔고, 이미 경기를 넓게 볼 수 있는 시야 능력은 이미 그 연령대 수준을 넘어섰다는 평가를 받으며 U-14팀 에이스로서 지소연, 여민지, 장슬기를 잇는 차세대 여자 축구 대표팀의 에이스로 기대 받았다.
2019년 11월에 E-1 챔피언십 대비 여자대표팀 2차 최종훈련 24인 명단에 들며 처음으로 성인 대표팀에 발탁되었지만 대학 수업일수 이수로 인해 제외되게 되었고2023년, 잠비아와의 평가전을 압두고 다시 발탁되면서 A매치 데뷔전을 치렀다.